# Clinton (Nebraska)
Pour les articles homonymes, voir Clinton.
Clinton est un village du comté de Sheridan, dans l'État du Nebraska, aux États-Unis. En 2020, il comptait une population de 38 habitants.